# ミリテッロ・ロズマリーノ
ミリテッロ・ロズマリーノ（イタリア語: Militello Rosmarino）は、イタリア共和国シチリア州メッシーナ県にある、人口約1,300人の基礎自治体（コムーネ）。

## 地理

### 位置・広がり
メッシーナ県西部のコムーネ。県都メッシーナから西南西へ79kmの距離にある。

#### 隣接コムーネ
隣接するコムーネは以下の通り。
- アルカーラ・リ・フージ
- サン・フラテッロ
- サン・マルコ・ダルンツィオ
- サンターガタ・ディ・ミリテッロ
- トッレノーヴァ
- カプリ・レオーネ

## 行政

### 分離集落
以下の分離集落（フラツィオーネ）がある。
- Bolimi, Ferretta, Funtanedda, Lazzarotto, Pigasi, Ramisi, Rantù, San Giorgio, San Leonardo, San Piero, Santa Maria, Sciumi, Scurzi, Varvazza, Faia, Furci

## 姉妹都市
- グルメッロ・デル・モンテ、イタリア
- グロッテ、イタリア